# Illa de Lusty Beg
L'illa de Lusty Beg (Irlandès: Lóiste Beag) és una illa situada al Lough Erne, al comtat de Fermanagh, Irlanda del Nord, adjacent a l'illa Boa. L'illa és la ubicació del Lusty Beg Island Resort and Spa, que opera un servei de ferri sota demanda amb l'illa de Boa.